# بخش گرینویل (شهرستان دارک، اوهایو)
بخش گرینویل (به انگلیسی: Greenville Township) یک منطقهٔ مسکونی در ایالات متحده آمریکا است که در شهرستان دارک، اوهایو واقع شده‌است.
 بخش گرینویل ۱۴۸٫۹ کیلومتر مربع مساحت و ۱۷٬۶۱۳ نفر جمعیت دارد و ۳۱۵ متر بالاتر از سطح دریا واقع شده‌است.